# النهاية (مسلسل)
النهاية مسلسل درامي خيال علمي تشويقي، وإثارة مصري من إنتاج سنة 2020. المسلسل من إخراج ياسر سامي، وتأليف عمرو سمير عاطف، ومن بطولة يوسف الشريف، وعمرو عبد الجليل، وسهر الصايغ، وأحمد وفيق، وناهد السباعي، ومحمد لطفي. يحكي المسلسل قصة المهندس «زين» في العام 2120، والذي يحاول التصدي لتأثير التكنولوجيا على العالم بعد انهيار دول العالم، وتحكم الشركات بمصير كوكب الأرض.

## القصة
تدور أحداث المسلسل في العام 2120 حول مهندس يحاول التصدي لتأثير التكنولوجيا على العالم. تنبأت الحلقة الأولى من المسلسل «بزوال إسرائيل بعد تفكك الولايات المتحدة»، في مشهد يشرح فيه مُعلم لتلامذته عن «حرب تحرير القدس» التي «انتهت بسرعة وتسببت في تدمير دولة إسرائيل، بعد أقل من 100 عام على قيامها، وهروب معظم اليهود من إسرائيل، وعودتهم إلى بلدانهم الأصلية في أوروبا»، بحسب ما ورد في سياق المشهد. يتحدث المسلسل عن انهيار دول العالم وتحكم الشركات بمصير العالم. وانتهت أحداث المسلسل بإطلاق صاروخ سبب موجات كهرومغناطيسية أدت إلى تدمير كافة أشكال التكنولوجيا على الأرض، والعودة إلى الحياة البدائية. وبعد مرور خمسة وعشرين عاما، يظهر المهندس «زين» الذي كان قد تم تجميده، لينتهي المسلسل وسط توقعات بوجود جزء ثان له.
يتحدث الممثلون اللهجة المصرية، وتنقسم المدينة إلى مجتمعات سكنية تعرف بالتكتل، وتغيرت العملة إلى مكعبات الطاقة التي تملأ بالنقاط وتعرف بالاختصار إي سي (EC).

## طاقم التمثيل

### الشخصيات الرئيسية
- يوسف الشريف بدور المهندس «زين» - مهندس طاقة في شركة إنرجي كو. يحاول البحث عن حل لأزمة الطاقة باستخدام إي سي متطور خاص به. ودور زين الروبورت - روبوت يحاول القضاء على البشر بمساعدة صباح حبيبته.
- عمرو عبد الجليل بدور «عزيز» - بائع يعمل في متجر لتصنيع وتركيب أجزاء اصطناعية للبشر.
- سهر الصايغ بدور «صباح» - حبيبة المهندس زين الأولي. صنعت زين الروبوت بمساعدة عزيز بسبب حبها الجنوني له بعد أن تركها.
- أحمد وفيق بدور «مؤنس» - رجل أمن في شركة إنرجي كو، ومسؤول عن الأمن في القدس.
- ناهد السباعي بدور «رضوى» - حبيبة المهندس زين الثانية وزوجته. تعمل كمديرة في شركة جرين كو، فرع القدس.
- محمد لطفي بدور «مراد المحروقي» - زعيم عصابة تقوم بالسرقة والنهب لمصالحهم الخاصة.

### الشخصيات الثانوية
- محمود الليثي بدور «سعادة».
- سارة عادل بدور «سليمة».
- محمد العمروسي بدور «يسر».
- عبد الرحيم حسن بدور «إبراهيم».
- محمد مرزبان بدور المهندس «شاكر عبد الحي».
- أيمن الشيوي بدور «غفران».
- محمد خميس بدور «طومان».
- أمير العشري بدور أمن في شركة إنرجي كو.
- سعيد صديق بدور مدير إنرجي كو.
- لاشينة لاشين بدور جارة رضوى.
- محمد فاروق شيبا بدور «كموني».
- محمد الدقاق بدور «حبشي».
- ياسمين علي بدور «شادية».
- داليا شوقي بدور «زينة».
- صابرينا بدور «رحمة» من أمن الواحة.
- ممدوح الشناوي بدور «قاسم» من أمن الواحة.
- نهال نور بدور «ريناد».
- محمد عبد السيد بدور مدير حلبة السباقات.
- رنا خطاب.
- ناردين عبد السلام.
- كريم الدسوقي.
- هاني إبراهيم.
- شريف البردويلي.
- محمد مغربي.
- خالد مجدي.

### ضيوف الشرف
- سوسن بدر بدور «شيرا».
- إياد نصار بدور صِديق زعيم الواحة.
- محسن محي الدين بدور والد زين.
- محمد جمعة بدور «ربيع».
- محمد الكيلاني بدور «فارس».
- أحمد مجدي بدور «سميح أرسلان».
- حسام داغر بدور «نُصير».
- عمر الشناوي.
- محمد علي رزق بدور «عزت».
- باسم مغنية بدور «أدهم».
- باسل الزارو بدور «مجيد».
- زكي فطين عبد الوهاب بدور قائد الأمن.

### الأطفال
- زياد الشرقاوي.
- تيم إسماعيل.
- إياد عادل.
- حسن وائل.

## الاستقبال

### الانتقاد الإسرائيلي
أصدرت وزارة الخارجية الإسرائيلية بيانًا اعترضت فيه على تنبؤ الحلقة الأولى من العمل بـ«زوال إسرائيل»، وقالت الخارجية الإسرائيلية: إن توقع نهاية إسرائيل الذي جاء في المسلسل، «أمر مؤسف وغير مقبول، خصوصًا أنه يأتي بعد 41 عامًا من معاهدة السلام بين مصر وإسرائيل».

## وصلات خارجية
- النهاية على موقع IMDb (الإنجليزية)
- النهاية على موقع قاعدة بيانات الأفلام العربية
- النهاية على موقع ليتربوكسد (الإنجليزية)
- النهاية على موقع كينوبويسك (الروسية)
- النهاية على موقع قاعدة بيانات الفيلم (الإنجليزية)